# Lamar (Missouri)
Pour les articles homonymes, voir Lamar.
La ville de Lamar est le siège du comté de Barton, dans l’État du Missouri, aux États-Unis. Sa population s’élevait à 4 532 habitants lors du recensement de 2010, estimée à 4 363 habitants en 2016.

## Histoire
Lamar a été fondée en 1852.

## Personnalité liée à la ville
Harry S. Truman est né à Lamar en 1884.